# 益子政史
益子 政史（ますこ まさし、1939年 - ）は、日本のジャーナリスト、文筆家。

## 経歴
東京生まれ。早稲田大学英文科卒。産経新聞に勤務、社会部記者、日本工業新聞外信部記者、早大講師、埼玉短期大学教授。

## 著書
- 『猥褻とは何か 第一審判決から最高裁まで』編著 三一書房 1973
- 『古典猥褻読本』三一書房 1983
- 『ダンからワイヤットへ 英詩にみる愛と笑い』八潮出版社 1983
- 『スコットランド・ヤード ロンドン悪の系譜』朝日イブニングニュース社 1986
  - 『ロンドン悪の系譜 スコットランド・ヤード』北星堂書店 1988
- 『オーウェル論争家 エッセイにみる詩情とヒューモア』八潮出版社 1987
- 『Pornoなら英語は3倍速くマスターできる 英語ドキドキ上達法』明日香出版社 1989
- 『1週間で1冊!ペーパーバックを読む技術 英文速読速解テクニック』明日香出版社 1990

## 参考
- 『ロンドン悪の系譜 スコットランド・ヤード』著者紹介
- 『英語年鑑1998』研究社

| スタブアイコン | サブスタブ | この項目は、まだ閲覧者の調べものの参照としては役立たない、文人（小説家・詩人・歌人・俳人・作詞家・作家・放送作家・随筆家（コラムニスト）・文芸評論家）に関連した書きかけの項目です。この項目を加筆・訂正などしてくださる協力者を求めています（P:文学/PJ:作家）。 |